# 화산-31
화산-31은 북한이 최초로 이름을 공개한 핵탄두이다.

## 역사
2023년 3월 27일, 김정은 국무위원장이 등장한 동영상에서, 북한은 화산-31 핵탄두를 최초로 공개했다.
최소 10기 이상의 화산-31이 식별되는 사진을 공개했다.

## 무기체계
공개된 사진에서 보이는 설명 액자에는 '화산-31 장착 핵탄두들'이라는 제목과 함께 총 8종의 전술핵탄두가 포착됐다.
1. 북한판 이스칸데르로 불리는 KN-23 전 계열
2. 북한판 에이태큼스 KN-24
3. KN-25 초대형방사포
4. 신형전술유도무기
5. 화살-1 순항미사일
6. 화살-2 순항미사일
7. 핵어뢰 해일

## 크기
화산-31 핵탄두의 직경은 500 mm로 추정된다.
양욱 아산정책연구원 연구위원도 "전술핵탄두 모듈은 최근 발사한 모든 전술핵 투발수단에서 레고 블록처럼 장착 및 탈착이 가능함을 과시했다"며 "전술핵탄두 모듈은 직경 50㎝ 전후, 전장 90㎝ 이하급의 크기로 추정되며 기존의 전술핵 미사일에 장착 가능한 크기로 보인다"고 진단했다. 다만 "탑재를 위해서는 중량이 기존의 절반 이상으로 줄여 200 kg급이어야 하나 사진상으론 알 수 없다"고 언급했다.
신종우 국방안보포럼(KODEF) 사무국장은 “화산-31은 직경 500㎜ 미만으로 KN-25 등 다양한 무기체계 탑재를 위해 소형화됐고 크기는 표준화됐다”며 “루돌프 코 닮은 탄두 끝부분이 결합볼트로 연결돼 있고, 옆에는 기폭장치 추정 물체가 보인다”고 분석했다.
2023년 4월 10일, 미국의 과학국제안보연구소(ISIS)는 '북한 핵무기 보유고: 새로운 추정치' 보고서를 통해, 전술핵탄두 '화산-31'에 대해서는 "직경은 약 40∼45㎝로 추정되며, 예상 폭발력은 약 10kt(1kt는 TNT 1000t 폭발력에 해당)으로 공중폭발이 가능한 핵분열 무기일 수 있다"고 평가했다. 10kt의 폭발력은 1945년 일본 히로시마에 투하된 원자폭탄 '리틀보이'(15kt)의 3분의 2에 해당하는 위력이다. 수소폭탄은 아니고, 단순핵분열탄으로 보았다.

## 폭발력
신종우 국장은 “무인자폭잠수정인 핵어뢰 ‘해일’의 직경은 900㎜ 이상으로 추정된다”며 “전술핵 폭발로 인한 쓰나미에 군함 침몰이 가능한지 의문이 제기되는 대목”이라고 설명했다. 러시아의 전략핵어뢰 포세이돈 드론은 수소폭탄을 탄두로 사용한다.
사진을 본 전문가들은 북한 전술핵탄두 주장이 사실이라면 과거 핵실험의 위력과 북한의 기술 진전 등을 고려할 때 그 위력은 10kt 안팎으로 추정했다.
파괴력이 2Mt(메가톤·1Mt는 TNT 100만 t 위력) 이상인 포세이돈은 수중 폭발시 500m 높이의 ‘방사능 쓰나미’를 일으킬 수 있는 것으로 알려졌다.

### 핵분열탄
이날 공개한 핵탄두는 직경 40~50㎝, 길이 90㎝ 가량으로 추정된다.
이춘근 과학기술정책연구원 명예연구위원은 “북한은 5차 핵실험 당시 핵의 ‘표준화’를 언급했는데, 소형 탄두 역시 동일한 탄두를 단거리미사일과 순항미사일 등 다양한 수단에 탑재할 수 있도록 했다”며 “이날 공개한 탄두는 북한이 만들 수 있는 최소 사이즈 내폭평 핵탄두로, 폭발력은 최대 20㏏(킬로톤ㆍ1㏏는 TNT 1000t 폭발력)에 달할 것”이라고 분석했다.
데이비드 올브라이트 과학국제안보연구소(ISIS) 소장도 VOA와의 통화에서 "북한이 핵탄두 소형화에 진전을 이룬 것으로 보인다"고 말했다. 이번에 공개된 화산-31의 직경은 40cm 정도로 보이는데, 이는 과거에 비해 진전이라는 평가다. 올브라이트 소장은 "초기에 직경 80cm였을 것으로 추정되던 핵탄두가 이후 60cm로 줄어든 데 이어 이번에 약 40 cm가 됐다"며, "북한이 진행한 실험 횟수와 경험을 고려하면 믿을 만하다"고 덧붙였다. 그러면서 "북한이 공개한 사진 속 전략핵탄두가 실제 작동할 수 있는지 아니면 모형인지는 알 수 없지만 그런 유형의 탄두는 모두가 우려해야 하는 것"이라고 말했다. 이어 "화산-31의 위력은 50Kt이나 100Kt이 아닌 10-15Kt 범위로 추정된다며, 이를 확인하기 위한 추가 실험이 이뤄질 것"으로 예상했다.
이러한 전문가들의 추정은, 화산-31이 1차 핵분열탄이라는 주장인데, 핵분열탄은 공처럼 생겼지, 북한이 공개한 사진과는 외형이 다르다.

### 수소폭탄

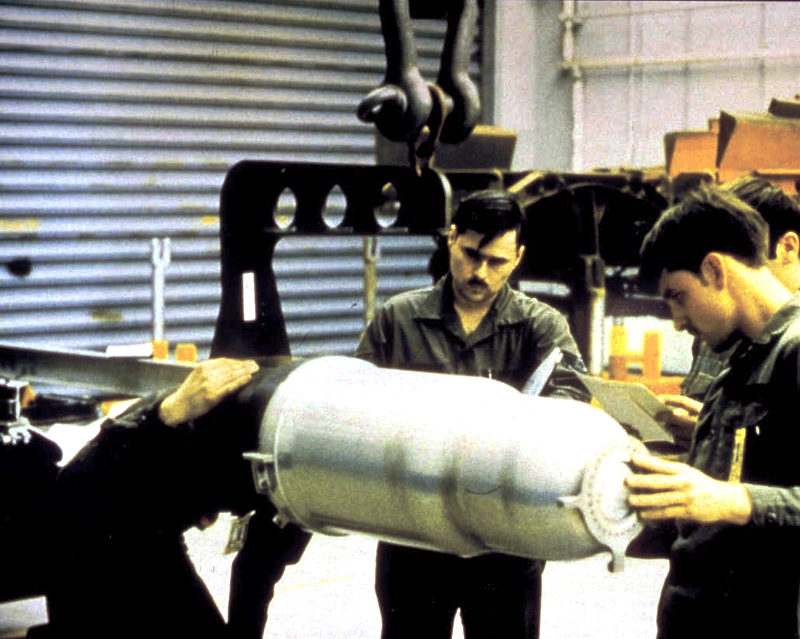
W80 핵탄두. 앞에 공모양의 핵분열탄, 뒷부분의 원통이 핵융합탄이다.

서균렬 서울대 원자핵공학과 명예교수는 “‘화산-31’ 외형으로 볼 때 타구 형태의 장치가 들어갈 가능성이 크다”며 “이 경우 구 형태 장치에 비해 핵물질 주변에 내폭 화약을 더 많이, 빽빽하게 채울 수 있다”고 전했다. 또 “같은 양의 핵물질을 넣어도 폭발 위력을 최대치로 끌어올릴 수 있는 만큼 매우 위협적”이라고도 했다.
문성묵 한국국가전략연구원 통일전략센터장도 “북한이 과장해서 (핵능력을 과시) 하더라도 그것이 실질적 위협이 된다는 것을 가정하고 대비해야 한다”며 “북한의 핵전력을 과소평가해도 곤란하고 과대평가해도 곤란하다”고 강조했다.
1차 핵분열에 이어서 2차 핵융합을 하는 게 수소폭탄인데, 앞 부분에 공모양의 핵분열탄이 장착되고, 뒤에 원통형의 2차 핵융합탄이 장착된다. 북한이 이번에 공개한 사진은, 이러한 모양과 일치한다. 따라서, 수소폭탄이라는 것인데, 그러면 최소 100 kt 이상의 폭발력이라고 추정하는 것이 보다 정확한 분석이다.
화산-31은 북한판 토마호크인 화살-2 순항미사일에 장착한다는 것인데, 미국 토마호크 미사일에 장착하는 W80 핵탄두와 비교할 수 있다. 일단, 외형상의 디자인은 거의 똑같다.
- W80 핵탄두, 설계 1976년, 무게 130 kg, 직경 300 mm, 길이 800 mm, 폭발력 150 kt, 수소폭탄, 직경 533 mm 토마호크 순항미사일에 장착
- 화산-31, 설계 2020년대, 무게 미확인, 직경 400 mm, 길이 900 mm, 폭발력 미확인, 수소폭탄, 직경 533 mm 화살-2 순항미사일에 장착

## 무게
국제원자력에너지기구(IAEA) 사무차장을 지낸 올리 하이노넨 스팀슨센터 선임연구원은 북한이 ‘중량 200 kg’의 핵탄두를 만들 수 있는지 물었다. 방송은 이에 더해 “미국은 무게 100킬로그램 정도의 핵탄두를 보유한 것으로 알려졌다”고 전했다. 하이노넨 선임연구원이 말하는 중량 200 kg 핵탄두는 KN-23과 KN-24뿐만 아니라 북한 장거리 순항미사일과 대구경조종방사포에도 충분히 탑재할 수 있는 무게다.

## 7차 핵실험
이번 화산-31 공개에 따라, 7차 핵실험을 할 것이라는 주장과, 하지 않을 수도 있다는 주장이 대립하고 있다.

### 핵실험 예상론
미국 랜드연구소의 브루스 베넷 선임연구원도 RFA에 "핵탄두가 원하는 폭발력을 내도록 하기 위해선 정확한 디자인으로 정교하게 제조돼야 하기 때문에 핵과학자들은 핵탄두 제조를 과학이 아니라 예술이라고 말한다"면서 "미국도 핵무기를 제조할 때 핵실험을 1000번 이상 했는데, 이는 일부 디자인이 잘못돼 제대로 작동되지 않는 걸 계속 발견했기 때문"이라고 말했다.

### 핵실험 부정론
국제원자력기구 사무차장을 역임한 올리 하이노넨 스팀슨연구소 선임연구원은 RFA에 "북한은 지난 6번의 핵실험을 통해 많은 것을 배웠고, 인도와 파키스탄도 6차례의 핵실험만 했다"면서 북한의 추가 핵실험 가능성을 낮게 봤다.
탈북자 출신인 태영호 국민의힘 의원은 북한의 7차 핵실험 가능성에 대해서는 할 것이라고 평가하면서도 임박하진 않았다고 전망했다. 그는 "지금까지 김정은 체제의 패턴을 보면 지금까지 미러볼 같은 거(핵탄두) 하나 딱 보여줬다. 그리고 바로 핵실험을 했다"며 "어제 같은 경우는 열 개 이상을 놨다. 이건 실험 단계가 아니라는 것"이라고 말했다. 이어 그는 "김정은 자체가 지금은 핵 방아쇠라는 종합 관리 시스템을 운영하고 있다, 관리 단계라고 했다"며 "제 입으로 말해 놓고 금방 또 실험한다고 하면 뒤집는 것이기 때문에 당장은 (핵실험을) 하지 않을 것"이라고 했다.
류성엽 21세기군사연구소 전문위원은 “수소폭탄처럼 두 차례에 나눠서 기폭하는 핵무기의 경우 1차 기폭은 온도나 압력 등 핵융합이 필요한 조건을 맞춰주고, 2차는 핵융합하는 과정으로 가는 형태인데 1차 기폭만 고려한다면 핵융합 조건만 맞춰 놓는 것이기 때문에 크기가 커야 할 필요가 없다”면서도 “다만 (북한이) 2차 기폭 상황까지 염두에 두고 탄두를 디자인한 것이라면 핵실험 없이도 실전배치가 가능한 수준”이라고 말했다.
북한 핵실험 연구에 정통한 한국군 관계자는 "북한은 굳이 핵실험을 하지 않아도 모의 프로그램으로 핵무기 성능개발이 가능한 것으로 보인다"고 밝혔다. 이 관계자는 "북한이 다섯 번의 핵실험을 거치면서 자체적인 컴퓨터 시뮬레이션을 통해 핵무기 성능을 개발하는 데이터베이스를 구축했다고 할 수 있다"고 설명했다. 그럼에도 불구하고 핵실험을 계속 강행하는 이유에 대해 이 관계자는 "북한이 (핵실험을) 디자인한대로 정상적으로 작동하는지 한 번 확인하는 차원도 있고, 정치적·외교적으로 위력을 과시하려는 측면에서의 함의가 더 큰 것으로 보인다"고 덧붙였다.